# Mas de Sant Pere
|  | Per a altres significats, vegeu «Mas de Sant Pere (Sallent)». |

El Mas de Sant Pere és una masia del municipi de Biosca (Solsonès) que forma part de l'Inventari del Patrimoni Arquitectònic de Catalunya.
És una de les masies del veïnat dispers de Lloberola i es troba aturonada al sud de la carretera C-451 (de Guissona a Solsona), a la mateixa carena del serrat de Sasserra. Forma pràcticament un conjunt amb la capella romànica de Sant Pere Sasserra i molt a prop seu hi ha les masies de Padollers i cal Canut. S'hi accedeix per un trencall que es troba al km 36,9 de la dita carretera.
És un gran edifici de quatre façanes i quatre plantes. A la façana sud a la planta baixa, hi ha una entrada amb arc adovellat de mig punt. A la planta següent hi ha dues finestres amb ampit, a la planta següent hi ha dues finestres tapiades. A la façana oest, hi ha tres finestres amb ampit a la segona planta, i tres més amb ampit a la planta següent, a la part superior de la façana, hi ha una petita obertura.
A la façana nord, hi ha una entrada a la dreta, a la planta baixa, al pis següent, hi ha dues finestres, i a la planta següent, dues més. A la part esquerra, hi ha una estructura de grans dimensions que cobreix la façana. La coberta és de dos vessants (Nord-Sud), acabada amb teules. A la façana est, hi ha un edifici annex que cobreix gran part de la façana. Hi ha una finestra a la dreta a la segona planta, i una de petita a la tercera. Adjunt a la façana est, hi ha un petit edifici, que té funció ramadera. Al costat d'aquest un altre on hi guarden palla, que és de nova construcció.